# Massaker vom Bois de Boulogne
Das Massaker beim Wasserfall des Bois de Boulogne vom 16. August 1944 war ein deutsches und französisches Tötungsverbrechen in Paris, dem 35 junge Résistancekämpfer zum Opfer fielen. Die Täter waren französische Kollaborateure unter Führung der deutschen Agenten Friedrich Berger (1911–1960) und Karl Rehbein (1899–?), die als Agents Provocateurs die Kämpfer in eine Falle gelockt hatten. Die Verantwortung trug die SD–SiPo-Stelle in 11 Rue des Saussaies im Pariser 8. Arrondissement, dem Hauptquartier von Helmut Knochens Stellvertreter als Befehlshaber und Kommandeur der Sicherheitspolizei und des SD (BdS und KdS) Paris, SS-Obersturmbannführer Hans Henschke. Von dieser SD–SiPo-Stelle wurde vom 17. April 1944 an eine Nebenstelle in der Räumlichkeit 180 Rue de la Pompe organisiert und betreut: Der SS-Untersturmführer Karl Kleindienst (1895–?) wirkte als Führungsoffizier für die Agenten Berger, Rehbein und 40 fanatische französische Kollaborateure. Neben den Räumlichkeiten wurden Waffen, Fahrzeuge, Sold und in größeren Mengen Bargeld zur Verfügung gestellt. Die Mordaktion im Bois de Boulogne, in die sieben weitere Kämpfer der Résistance hineingezogen wurden, war durch eine unbekannte deutsche Truppe durchgeführt worden. Eine Stele mit dem Lothringerkreuz und den Namen der Ermordeten erinnert am Ort des Geschehens.

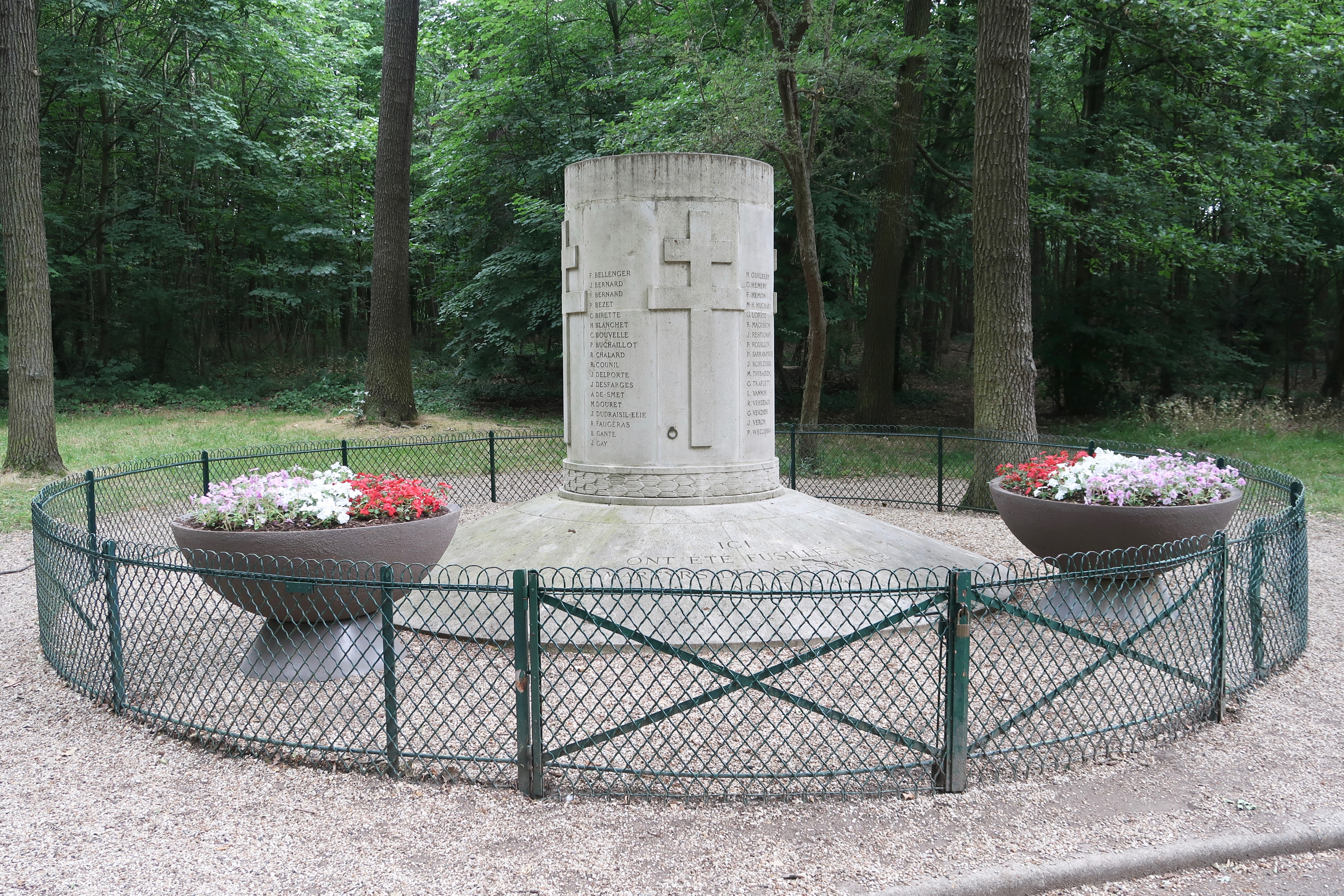
Gedenkstele im Bois de Boulogne

## Täter: SiPo-SD und Ultrakollaborateure der Rue de la Pompe

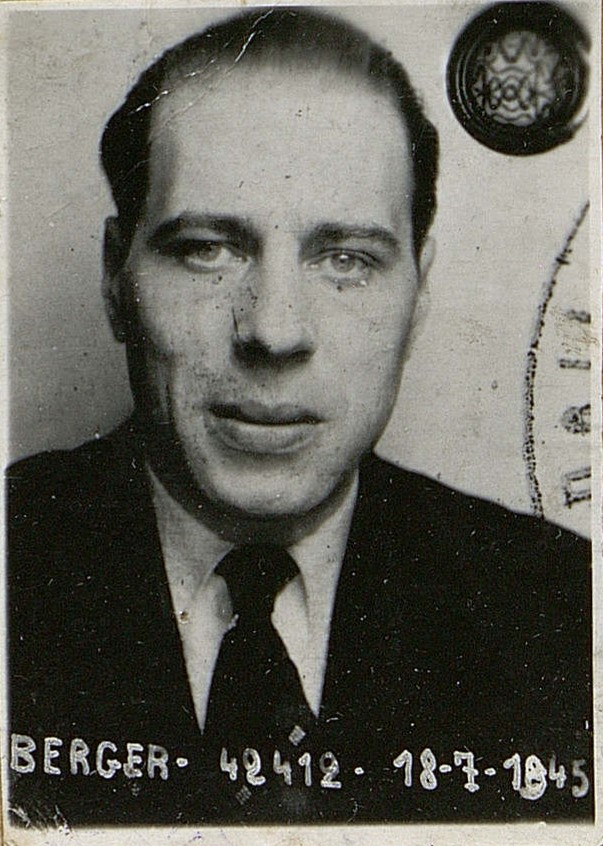
Agent Friedrich Berger im Jahre 1945

Unter Anleitung des SS-Untersturmführers Karl Kleindienst führte der deutsche Agent Friedrich Berger vom 17. April 1944 an in der SD-Außenstelle 180 Rue de la Pompe eine Gruppe von französischen Kollaborateuren. Die 40-köpfige Gruppe hatte sich auf den Verrat und die Festnahme von Resistancekämpfern spezialisiert. Die SD-Angehörigen SS-Hauptsturmführer Alfred Wenzel und SS-Unterscharführer Walter Kley waren gemäß einem CIA-Bericht über Berger vom 8. Dezember 1948 ebenfalls mit der Rue de la Pompe befasst und dort auch häufig anwesend. Der deutsche Agent Karl Ludwig Rehbein, der eine ähnlich zwielichtige Vergangenheit wie Berger hatte, agierte unter dem Namen „Charles Porel“ als Agent Provocateur, indem er sich, ebenso wie Berger, als britischer Agent ausgab.
Herausragende Figur der in der französischen Justiz als „Gestapo de la Rue de la Pompe“ bezeichneten Gruppe war Guy Glèbe d'Eu, Graf von Marcheret, der als britischer Agent „Captain Jack“ fungierte. Die weiteren Personen waren von Berger und Kleindienst aus der kriminellen Umgebung des Schwarzmarktes rekrutiert worden. Nach dem Historiker Peter Lieb „konnten diese Ultrakollaborateure, lange Zeit von Vichy in Schranken gewiesen, in den letzten Monaten der Besatzung ihr radikales Weltbild ausleben. Sie dienten der SiPo und dem SD als Hilfskräfte und Wegweiser sowohl beim Aufstöbern von versteckten Juden als auch bei den einzelnen Unternehmen gegen den bewaffneten Widerstand“.
Im Zusammenwirken mit Kleindienst und Rehbein-Porel verhafteten die Ultrakollaborature zwischen dem 17. April und dem 17. August 1944 mehr als 300 Widerstandskämpfer, folterten die meisten von ihnen, um Informationen von ihnen zu erpressen und deportierten 163 Männer und Frauen, von denen nur 50 zurückkehrten. Das über die Taten der „Gestapo de la Rue de la Pompe“ urteilende Tribunal Militaire Permanent de la 1ére Région Militaire (Paris) (19. November 1952 – 22. Dezember 1952) verhandelte über 110 Todesfälle mit 60 Erschießungen in Paris, darunter die 42 Jugendlichen des 16. August 1944.
Von den deutschen Tätern wurde Kleindienst 1952 vom Militärtribunal im Zusammenhang mit den Untaten der „Gestapo de Rue de la Pompe“ und insbesondere für die Morde vom 16. August 1944 in Abwesenheit zum Tode verurteilt. Was zu seiner Freilassung aus französischem Gewahrsam geführt hatte, ist unbekannt. Im Dezember 1948 war er jedenfalls noch zusammen mit den SD-Angehörigen im Gefängnis. („Wenzel, Kley, Schramm and Schnauer currently being detained in the prison in Cherche—Midi“). Im Jahre 1952 trat der in Frankreich zum Tode verurteilte Kleindienst eine Stelle bei der Organisation Gehlen an, die ihm der SS-Hauptsturmführer Friedrich Busch vermittelt hatte. Der vor Gericht anwesende SS-Hauptsturmführer Alfred Wenzel (1908–?) erhielt als Strafe 5 Jahre Zwangsarbeit, der SS-Unterscharführer Walter Kley (1910–?) wurde freigesprochen.
Der in Abwesenheit 1952 zum Tode verurteilte Friedrich Berger war am 3. Januar 1946 von britischen Autoritäten in der besetzten Zone Österreichs verhaftet worden. Danach befand er sich in Deutschland in den Händen des Service de documentation extérieure et de contre-espionnage, aus dessen Gewahrsam Berger in der Nacht vom 1. auf den 2. Juli 1947 unter ungeklärten Umständen entwich. Er starb weiter unbehelligt im Jahre 1960 in München.
Karl Ludwig Rehbein war am 19. August gemeinsam mit seiner Geliebten Lydia Tscherwinska (* 1906) alias Katherine im PKW nach Nancy gefahren, wo sie auf Nossek, Wenzel, Goebel, Kley (SD-SiPo-Leute) und Guy (Captain Jack alias Marcheret) trafen, die zwei Tage zuvor Paris verlassen hatten. Am 27. August 1944 allerdings wurde er gemeinsam mit Lydia-Katherine 20 Kilometer nordwestlich Paris in einem Rathaus festgenommen. Er trug eine gefälschte Carte d’Identité, einen falschen Fahrbefehl der F.F.I., sieben Auszahlungsschecks über je eine Million Francs sowie zwei Wohnungsschlüssel bei sich. Er sei ein britischer Agent, äußerte er in einer ersten Vernehmung, und wolle zur britischen Botschaft. Bei einer Vernehmung durch britische Agenten am 27. November 1944 in Paris bestätigte er, dass Lydia Tscherwinska von ihm als „penetration agent“ (Infiltrationsagentin) beschäftigt gewesen sei, sie aber geglaubt habe, es für die British Information Services (BIS) zu tun. Der Vernehmer äußerte dazu, es sei „open to sunrise“, dass sie Rehbein als Deutschen erkannt hatte, zumal diese in ihrem Verhör angegeben hatte, sie habe mit „Porel“ und „Alexandre“ deutsch gesprochen. Am 7. Februar 1945 wurde Rehbein in Begleitung eines Captain Bull der amerikanischen Armee von Paris zum Flugplatz Bovingdon bei London geflogen und im Camp 020 Latchmere House arretiert. In den dortigen Vernehmungen erzählte er, selbst ein erfahrener Vernehmer, eine Mischung aus Erfundenem und Halbwahrheiten, um wirkliche Spuren zu verwischen. Den Namen „Kleindienst“ erwähnte er in keinem Verhör, wohl um keine Spur zum Massaker im Bois de Boulogne zu setzen. Die Vernehmer wiederum hatten in diesem Fall keine Spur zu den Morden im Bois de Boulogne und interessierten sich vorwiegend für einen „Incident Colonel Malaise“, über den Rehbein wiederum nichts zu berichten wusste. Es handelte sich um den Colonel Pierre Malaise, der als französischer Botschafter in Madrid und Vertrauter von General Henri Giraud in einem innerfranzösischen Konflikt stand. Rehbein wurde schließlich zu einem unbekannten Datum nach Deutschland entlassen.
Guy Glèbe d'Eu, Graf von Marcheret alias Captain Jack wurde von den Alliierten in Dänemark verhaftet und am 25. Oktober 1945 der französischen Polizei übergeben. Am 2. April 1949 wurde er vom Pariser Gerichtshof wegen der Morde in der Rue Leroux und der Cascade du Bois de Boulogne zum Tode verurteilt und am 20. April 1949 um 8:30 Uhr in Fort Montrouge von einem Erschießungskommando hingerichtet.
Georges Vaugeois, Georges Guicciardini, Georges Gorisse, Ferdinand Poupet, Georges Favriot und Théodore Leclercq wurden 1952 vom Pariser Militärtribunal zum Tode verurteilt. Am 12. Mai 1954 wurde für die ersten Drei die Strafe in lebenslange Zwangsarbeit umgewandelt, dann in zwanzig Jahre. Georges Guicciardini war allerdings bereits am 4. April im Gefängnis von Fresnes gestorben. Poupet, Favriot und Leclercq wurden am 22. Mai 1954 hingerichtet.

## Agents Provocateurs – Vorbereitungen
Im 13. Arrondissement gab es eine sehr aktive Gruppe der katholischen Widerstandsbewegung Jeunes Combattants Chrétiens (JCC) um den Abbé Raymond Bormes vom Orden Saint-Vincent de Paul. Anfang August 1944 traf Abbé Bormes, vermittelt durch den Leiter der JCC-Jugendgruppe, Jean Guérin, auf die Krankenschwester „Jeanne“, bei der es sich um Sabine Zlatin handelte, die frühere Leiterin des Waisenhauses von Izieu. Zlatin hatte sich nach ihrer Flucht aus Lyon dem Pariser Widerstand angeschlossen. Sie stand in Verbindung mit einem „Aléxandre“, mit wahrem Namen Wigen Nercessian, einem Mitglied der Widerstandsgruppe „Réseau Marco Polo“. Nercessian zog „Charles Porel“ hinzu, den er für einen britischen Agenten hielt, bei dem es sich aber um den SD-Agenten, Karl Rehbein handelte, der Nercessian als Lockvogel benutzte. Es kam zu mehreren Treffen zwischen Guérin, Wigen Nercessian und Porel-Rehbein, der von seiner Geliebten „Katherine“ (Lydia Tscherwinska) begleitet wurde. „Jeanne“ stellte Alexandre-Nercessian den militärischen Leiter der JCC vor, den 21-jährigen Fernand Bellanger, genannt „Bizet“, der damit in das Spiel der Agents Provocateurs hineingezogen wurde. Als Chef der angeblichen britischen Agenten stellte sich bei den Treffen ein „Captain Jack“ dar, in Wahrheit der ausgezeichnet englisch sprechende Ultrakollaborateur Guy Glèbe d'Eu, Graf de Marcheret. Die Agenten versprachen eine baldig bevorstehende Lieferung von großen Mengen Waffen. Am 7. August wurde Guérin verhaftet und soll am 16. August mit dem letzten Deportationsconvoi (Convoi 57000) deportiert worden sein („il fait partie du convoi de déportés du 16 août“). Auf der Liste der 1654 deportierten Männern und 543 Frauen fehlt jedoch sein Name. Sein weiteres Schicksal ist unbekannt.
Die jungen CCC-Leute und „Jeanne“ teilten das Waffenangebot anderen Résistance-Organisationen von Paris und der Banlieu mit, jungen Menschen der Organisation civile et militaire (OCMJ), der Forces françaises de l’intérieur (FFI), der Francs-tireurs et partisans (FTP) und der Turma-Vengéance, einer Schwesterorganisation der Ceux de la Libération. Vermutlich im Vertrauen auf den Abbé und „Jeanne“ glaubten die vorwiegend jungen und idealistischen Menschen den Agents Provocateurs. Es kam zu einem letzten Treffen, an dem Guy Hemery, ein Führer der OCM Paris, „Alexandre-Nercessian“, „Captain Jack“, „Charles Porel“ und „Katherine“ teilnahmen. Parallel dazu zogen „Captain Jack“ und „Charles Porel“ eine Résistancegruppe der FFI aus Draveil in die von ihnen geplante Operation hinein. Aus dieser Gruppe wurden sieben Résistancekämpfer am 16. August 1944 im Hof des SD–Hauptquartiers erschossen.

## Hinterhalt
Am Morgen des 16. August 1944 versammelten sich die Widerstandsgruppen an drei Orten in der Nähe der Porte Maillot. Die JCC trafen sich an der Rue Troyon, zwischen Avenue de Wagram und Avenue Mac-Mahon, die Gruppe OCMJ wartete an der Ecke Rue Saint-Ferdinand und Avenue de la Grande-Armée. Die 17 Männer der FFI-FTP-Gruppe aus dem 15 Kilometer westlich Paris gelegenen Chelles wurden von Chave und Jaques Schlosser in einem Umzugswagen gefahren. Gabriel Verdier steuerte einen Krankenwagen mit dem Arzt Blanchet als Beifahrer. Sie nahmen ihren Platz an der Ecke Rue Saint-Ferdinand und Rue d’Armaillé beim Cafés Le Franc-Tireur ein. Die FFI der Gruppe Sicard aus Draveil standen vor 14 rue Leroux.
Um 10 Uhr saßen die FFI-FTP-Leute auf der Terrasse des Cafés und warteten auf Anweisungen und Kontakt. In der Rue Troyon standen die JCC-Leute ungeduldig in Gruppen zusammen. Es hatte sich ihnen „Diane“ (Michelle Boursier) angeschlossen. Die Jurastudentin war mit dem Fahrrad gekommen und machte sich in Richtung Porte Maillot auf die Suche nach „Captain Jack“. Sie fand ihn bei der Gruppe OCMJ von Guy Hemery, die ein Problem mit einem geplatzten Reifen hatte. „Captain Jack“ behauptete, drei Lastwagen bei der Porte Maillot zu haben und deutete in diese Richtung, und zwar bei den alten Citroën-Haltestellen. Er gab Anweisung, in 10 Minuten in den ersten seiner LKWs zu steigen. „Diane“ fuhr mit dem Rad zurück, um ihre JCC-Kameraden zu verständigen. Sie kamen zur selben Zeit bei „Captain Jacks“ LKW an wie die OCMJ-Gruppe mit ihrem mittlerweile reparierten Umzugswagen. Dann bestiegen alle, auch „Diane“, den LKW des „Captain“ und ließen auf seinen Befehl ihre Waffen im Umzugswagen. Daraufhin fuhr der LKW ohne den „Captain“ ab.
Nach der Aussage von Michelle Boursier, die dem Historiker Adam Rayski zu verdanken ist, habe Guy Hemery von innen die Plane des LKW geschlossen. Er sei instruiert worden, dass es zwei Stopps geben würde, und man dürfe nicht nach draußen sehen. Man fuhr etwa 5 Minuten, bis der Wagen in der Nähe des Place du Géneral Koenig hielt. Ein junger Mann habe die Plane von innen angehoben und erschrocken gerufen, „voici les Fridolins!“. Der Fahrer des Umzugwagens, der alleine folgte und dem gesagt worden war, er solle weiter entfernt parken, erkannte die Gefahr, wendete und entkam.
Sofort habe es geheißen: „Raus“. … Es folgten Kolbenschläge gegen die Seitenbretter, Feuer aus einer Maschinenpistole. Man habe sich flach hingelegt und die OCM-Männer zogen ihre Revolver. Von außen habe eine französische Stimme gerufen: „Sautez!“, springt herunter! Bizet (F. Bellanger) befahl, die Waffen abzulegen. Es sei nutzlos. Unter Feuerstößen begann man, vom LKW zu springen. Diane sei die Dritte gewesen. Der vor ihr sei an den Beinen verwundet worden. Beim Anblick von Diane habe das Feuer aufgehört. Bizet war leicht am Kopf verwundet. Weitere Feuerstöße wurden dicht über ihre Köpfe abgefeuert.
In der Straße waren mehrere deutsche Fahrzeuge aufgefahren. Ein Cordon von 20 bewaffneten Deutschen in grüner Uniform habe sich gezeigt, zwei Agenten der SD-SiPo mit brauner Uniform und Hakenkreuz darunter, dazu ein Franzose in Zivil ungepflegten Aussehens mit einer Maschinenpistole. Zweifellos wegen der Absperrungen seien keine Passanten zu sehen gewesen. Alle wurden durchsucht, Diane zu Boden geworfen und geschlagen und getreten. Auf Befehl der SD-SiPo stiegen alle mit erhobenen Händen wieder auf den LKW. Die SD-Leute folgten ihnen.
Mit denselben Fahrern wie zuvor seien sie gegen 12.30 Uhr zur Rue des Saussaies (SD-SiPo) gefahren, mit erhobenen Händen vom LKW gestiegen. Im Hof standen weitere Männer in der gleichen Situation wie sie, berichtete Michelle Boursier. Alle standen mit Gesichtern zur Mauer. Zwei Franzosen mit Schlagstöcken bewachten sie. Um zwei Uhr habe ein Offizier sie einzeln aufgerufen und die Identitätsangaben selbst in die Maschine geschrieben. Zur Unternehmung gab es keine Fragen. Einer nach dem Anderen kehrte zur Wand zurück und hob die Hände. Gegen 20.30 Uhr sei sie, so Michelle Boursier, in eine Einzelzelle gebracht worden. Um 22 Uhr hat ein Soldat sie in ein Büro geführt, wo sie drei Offiziere vorfand. Man ließ sie frei, der Hof, über den sie ging, war leer, ein Soldat reinigte das Pflaster.

## Massaker im Bois de Boulogne
Für das, was in der Folge geschah, gibt es keine Zeugen. Parkwachen des Bois de Boulogne fanden die 35 Leichen bei der Kaskade am Morgen des 17. August. Die Täter hatten diesen Platz gewählt, weil sich neben Kaskade und See ein Straßenkreuz befindet. Dort konnten die Fahrzeuge der Absperrmannschaft und des Hinrichtungskommandos auffahren. Eine Absperrmannschaft wurde benötigt, um den Opfern jegliche Chance des Entkommens zu nehmen, so dass sie sich in ihr Schicksal ergaben. Es bleibt unklar, ob es sich um Wehrmachtsangehörige oder SD-SiPo-Leute gehandelt hat. Auch über das Hinrichtungskommando ist nichts bekannt. Entgegen dem üblichen Verfahren hatte man die Opfer nicht zum Mont Valérien gebracht, wo bis zum letzten Tag der deutschen Herrschaft Erschießungen stattfanden. Die dort Hingerichteten wurden auf verschiedenen Friedhöfen von Suresnes und Paris bestattet, während die Mörder von den Cascades des Bois de Boulogne ihr Opfer einfach liegen ließen.
Die Pariser Polizeipräfektur ließ die Leichen noch am Vormittag zu einer Garage in 55 Rue Chardon-Lagache (16. Arr.) bringen.

## Hinterhalt und Gefecht in der Rue Leroux
Die FFI-Gruppe „Sicard“ wartete am 16. August 1944 um 14 Uhr mit einem Lastwagen an der Avenue de la Grande-Armée in der Nähe der Porte Maillot. Neben dem Fahrer saß Gustave Boulfroi, ein Kollaborateur. Um 15 Uhr ließ er den Fahrer zur 14 Rue Leroux fahren, einem Gebäude der Kriegsmarine. Als sie die Falle erkannten, kam es zu einem Feuergefecht. Dabei wurde Boulfroi getötet, aus der Gruppe von Friedrich Berger weitere vier Angreifer, darunter Louis Gianoni („Little Louis“) sowie nach Aussage von Luigi Gianoni vier SD-SiPo-Angehörige. Zwei der Résistancekämpfer fielen im Gefecht, erstochen von Rachid Zulgadar. Weitere Kollaborateure waren Georges Gorisse genannt „Petit Jo“, Georges Guicciardini genannt „Jérôme“, Manuel Stcherbina, Jean Emmanuel und Luigi Giannoni genannt „du Prélude“.
Sieben Résistancekämpfer wurden nach dem Gefecht geschlagen und erschossen:
- Émile Fruchard, Gendarme, Draveil
- Lucien Malaviolle, Gendarme, Draveil
- Léon Sorbier
- Michel Plantain
- Alexandre Marion, („Maurice“)
- Jean-Baptiste Isoard

Im Kampf gefallen:
- Robert Meersmann, („Sicard“)
- Pierre Guilbert

Am frühen morgen des 17. August fanden Passanten acht Leichen vor 10 Rue Leroux (16. Arr.) einem von der SiPo–SD genutzten Gebäude. Auch hier hatte man die Leichen ostentativ liegen gelassen.
Die Überlebenden wurden verhört und am Abend im Bois de Boulogne erschossen:
- Gabriel Verdier
- Maurice Guilbert
- Georges Trapletti
- Claude Bouvelle
- Jacques Delporte
- Émile Fruchart

## Liste der Opfer vom Bois de Boulogne
Die Erschossenen vom Bois de Boulogne gehörten verschiedenen Bewegungen der Résistance an:
- Jeunes chrétiens combattants (JCC),
- Organisation civile et militaire (OCM),
- Forces françaises de l’intérieur (FFI), notomment le groupe de Chelles, aux ordres d'Henri Blanchet,
- Francs-tireurs et partisans (FTP),
- Turma-Vengeance.

| Name                                 | Gruppe    | Herkunft           | Herkunft                   | Herkunft                                            | Herkunft | Médaille de la Résistance       |
| Name                                 | Gruppe    | Geburtsdatum       | Geburtsort                 | Wohnort                                             |          | Décret der Zuerteilung          |
| ------------------------------------ | --------- | ------------------ | -------------------------- | --------------------------------------------------- | -------- | ------------------------------- |
| Fernand Bellenger („Bizet“)          | JCC       | 31. März 1923      | 9. Arrondissement (Paris)  | 9. Arr., 3 rue Ballu                                | [ 19 ]   | 25. April 1946 3. August 1946   |
| Jacques Bernard                      | OCM       | 22. März 1920      | 14. Arrondissement (Paris) | 5. Arr. 297 rue Saint-Jacques                       | [ 20 ]   | 23. Februar 1959                |
| Roger Bernard                        | OCM       | 28. September 1924 | 14. Arrondissement (Paris) | 5. Arr., 297 rue Saint-Jacques                      | [ 21 ]   | 31. März 1947                   |
| Pierre Bezet                         | Turma     | 25. März 1926      | 15. Arrondissement (Paris) | Gagny, 49 avenue de Picardie                        | [ 22 ]   | 11. Juli 1958                   |
| Charles Birette                      | Turma     | 11. April 1895     | Lutzelhouse                | Villemomble, 4 rue Nova                             | [ 23 ]   | 3. August 1946                  |
| Henri Blanchet                       | Turma     | 12. September 1916 | 15. Arrondissement (Paris) | Chelles, 9 rue des Mahulots                         | [ 24 ]   | 20. November 1946               |
| Claude Bouvelle                      | FFI       | 21. März 1925      | 17. Arrondissement (Paris) | 17. Arr., 10 rue d'Armaillé                         | [ 25 ]   |                                 |
| Paul Buchaillot                      | FFI       | 4. März 1895       | 17. Arrondissement (Paris) | Bondy, 34 avenue de la Parisienne                   | [ 26 ]   | 18. März 1970                   |
| Robert Chalard                       | FFI       | 5. März 1915       | Riom                       | 16. Arrondissement (Paris), 51 boulevard Exelmans   | [ 27 ]   |                                 |
| Raymond Counil                       | FFI / FTP | 22. Juni 1923      | 19. Arrondissement (Paris) | Chelles, 44 avenue du Maréchal Foch                 | [ 28 ]   | 20. November 1946               |
| Jacques Delporte                     | Turma     | 21. April 1927     | Chelles                    | Champs-sur-Marne, 4 rue des Roseaux                 | [ 29 ]   | 20. November 1946               |
| Jean Desfarges                       | JCC       | 28. Oktober 1923   | 18. Arrondissement (Paris) | 18. Arrondissement (Paris), 59 rue des Trois-Frères | [ 30 ]   | 3. August 1946                  |
| Arthur de Smet                       | Turma     | 18. Januar 1924    | Mory                       | Chelles, 15 avenue d'Ulm                            | [ 31 ]   | 20. November 1946               |
| Marcel Douret                        | FFI / FTP | 25. November 1913  | Monthermé                  | Villemomble, 19 rue de la Côte des Levants          | [ 32 ]   | 11. März 1947                   |
| Jean-Pierre Dudraisil-Élie („Philo“) | JCC       | 10. Februar 1923   | 14. Arrondissement (Paris) | 12. Arr., , 2 rue de Capri                          | [ 33 ]   | 23. Juli 1965                   |
| René Faugeras                        | FFI / FTP | 25. April 1914     | Paris                      | Gagny, 5 quai du Château                            | [ 34 ]   | 20. November 1946               |
| Bernard Gante                        | FFI / FTP | 7. Mai 1908        | 1. Arrondissement (Paris)  | Villemomble, 71 rue du Chemin-de-Fer                | [ 35 ]   | 22. März 1960                   |
| John Gay                             | JCC       | 13. Juni 1923      | 19. Arrondissement (Paris) | 18. Arr., 6 rue Lamarck                             | [ 36 ]   | 3. August 1946                  |
| Maurice Guilbert                     | FFI / FTP | 18. Februar 1908   | Gournay-sur-Marne          | Gournay-sur-Marne, 2 boulevard de la Haute-Montagne | [ 37 ]   |                                 |
| Guy Hémery                           | OCM       | 12. Mai 1923       | Clamart                    | Clamart, 10 rue l'Union                             | [ 38 ]   | 3. August 946 3. September 1959 |
| Franck Hémon                         | FFI / FTP | 24. August 1921    | Chelles                    | Chelles, 2 rue du Chemin-Vert                       | [ 39 ]   | 20. November 1946               |
| Michel-Henri Huchard („Micky“)       | JCC       | 17. August 1923    | 5. Arrondissement (Paris)  | 13. Arr., 30 boulevard Saint-Marcel                 | [ 40 ]   | 25. April 1946 3. August 1946   |
| Georges Lorioz                       | FFI       | 13. Oktober 1918   | Saint-Maur-des-Fossés      | Montreuil-sous-Bois, 4 rue Jean-Jacques-Rousseau    | [ 41 ]   | 14. September 1960              |
| Robert Magisson                      | FFI / FTP | 28. Juli 1925      | Chelles                    | Chelles, 64 avenue Albert-Caillou                   | [ 42 ]   | 20. November 1946               |
| Jacques Restignat                    | JCC       | 25. August 1926    | 14. Arrondissement (Paris) | 13. Arr., 140 boulevard de l'Hôpital                | [ 43 ]   | 3. August 1946                  |
| Pierre Rouillon                      | JCC       | 31. Dezember 1924  |                            | 13. Arr., 55 quai d’Austerlitz                      | [ 44 ]   | 5. April, 3. August 1946        |
| Pierre Sarrabayrouse                 | JCC       | 10. November 1925  | Vauxrenard                 | 19. Arr., 6 bis rue Riquet                          | [ 45 ]   | 3. August 1946                  |
| Jacques Schlosser                    | Turma     | 15. Mai 1922       | Chelles                    | Chelles, 20 rue du Docteur-Roux                     | [ 46 ]   | 20. November 1946               |
| Maurice Thibairenq                   | JCC       | 11. Juli 1925      | 18. Arrondissement (Paris) | 13. Arr., 19 boulevard Saint-Marcel                 | [ 47 ]   | 3. August 1946                  |
| Georges Trapletti                    | FFI / FTP | 2. September 1924  | Livry-Gargan               | Le Raincy, 16 allée des Postes                      | [ 48 ]   | 20. November 1946               |
| Luigi Vannini                        | FFI / FTP | 11. November 1891  | Siena                      | Neuilly-sur-Marne, 4 rue de Meaux                   | [ 49 ]   | 2. September 1959               |
| Roland Verdeaux                      | Turma     | 9. August 1925     | Chelles                    | Chelles, 13 avenue Besson                           | [ 50 ]   | 15. Juni 1946                   |
| Gabriel Verdier                      | FFI / FTP | 31. Juli 1902      | Esbly                      | Esbly, 33 rue Victor-Hugo                           | [ 51 ]   | 20. November 1946               |
| Jean Véron                           | FFI       | 11. November 1920  | Anizy-le-Château           | Chelles, 38 rue Alexandre-Bickart                   | [ 52 ]   | 20. November 1946               |
| Pierre Weczerka („Renaud“)           | Turma     | 17. März 1920      | 14. Arrondissement (Paris) | Chelles                                             | [ 53 ]   | 20. November 1946               |

## Liste der in der Rue Leroux Ermordeten
| Name                         | Gruppe  | Herkunft          | Herkunft                   | Herkunft                                      | Herkunft | Médaille de la Résistance |
| Name                         | Gruppe  | Geburtsdatum      | Geburtsort                 | Wohnort                                       |          | Décret der Zuerteilung    |
| ---------------------------- | ------- | ----------------- | -------------------------- | --------------------------------------------- | -------- | ------------------------- |
| Émile Fruchart               | FFI/FTP | 3. September 1907 | Ecquedecques               | Draveil, 84 Grande Rue                        | [ 54 ]   | Mort pour la France       |
| Pierre Guilbert              | FFI-FTP | 4. April 1908     | Boulogne-sur Mer           | Yerres (Essonne), Clos de l’Abbaye            | [ 55 ]   | 13. Dezember 1944         |
| Jean-Baptiste Isoard         | FFI/FTP | 19. Juni 1921     | Salon-en-Provence          | Montgeron, 3 rue du Docteur Lacaze            | [ 56 ]   | Mort pour la France       |
| Alexandre Marion („Maurice“) | FFi/FTP | 21. April 1904    | Saint-Jean-sur-Veyle (Ain) | 197 route de Corbeil, Vigneux (Seine-et-Oise) | [ 57 ]   | 16. März 1945             |
| Lucien Malaviole             | FFI/FTP | 21. April 1915    |                            | 84 Grande Rue, Draveil                        | [ 58 ]   | Mort pour la France       |
| Robert Meersmann („Sicard“)  | FFI     |                   | ?                          | ?                                             |          |                           |
| Michel Plantain              |         | 9. September 1923 |                            | Clos de l’Abbaye, Yerres (Seine-et-Oise)      | [ 59 ]   | 3. Februar 1945           |
| Léon Sorbier                 | FFI/FTP | 19. März 1909     |                            | 104 rue de Juvisy à Draveil                   | [ 60 ]   | 20. April 1945            |

### Ehrungen
Den meisten der Erschossenen wurde zwischen 1946 und 1970 posthum die Médaille de la Résistance zuerkannt.

### Denkmal

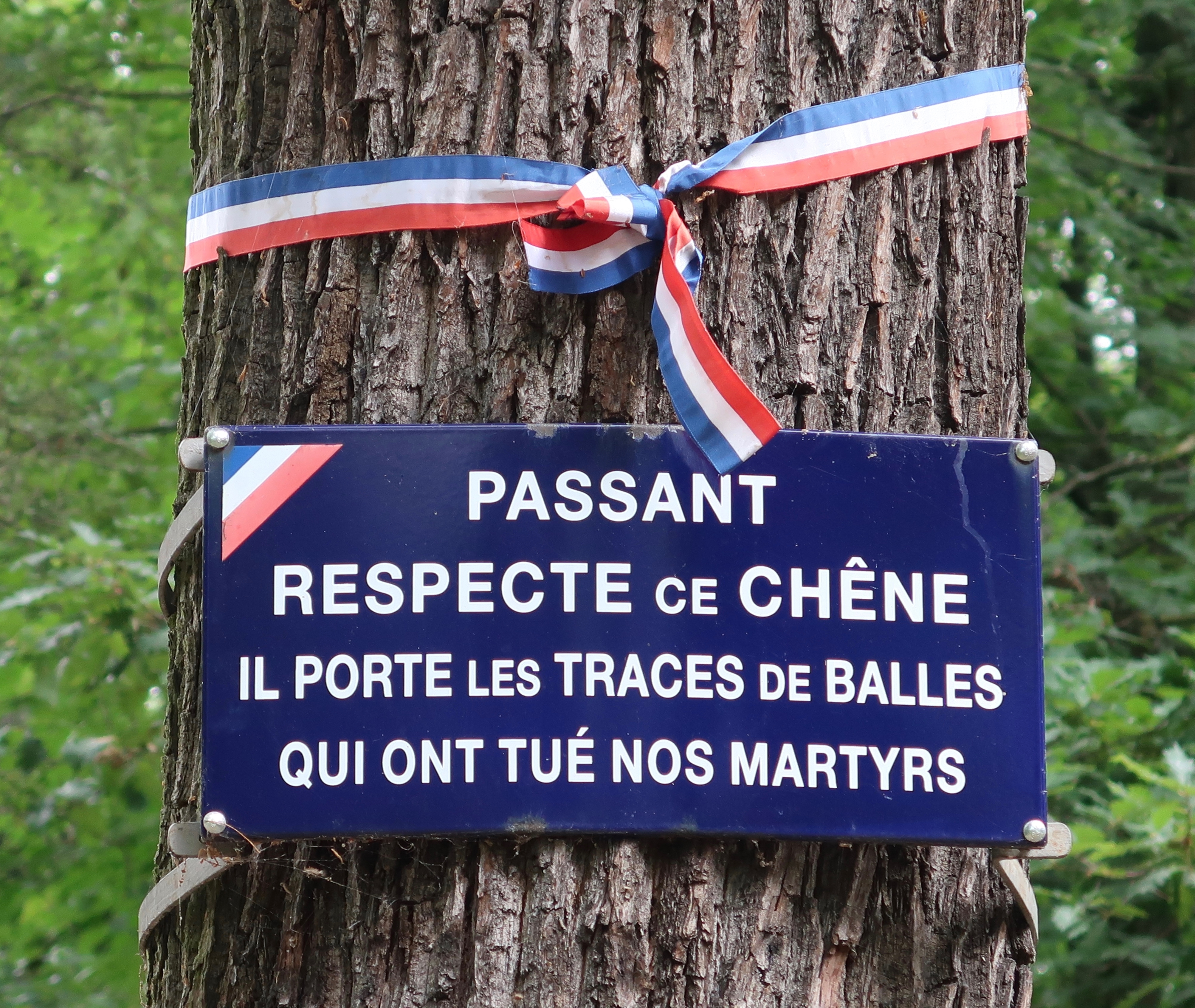
Gedenktafel an einer Eiche, vor der die Résistancekämpfer erschossen wurden: „Respektieren Sie diese Eiche, die die Spuren der Geschosse trägt, welche unsere Märtyrer trafen.“

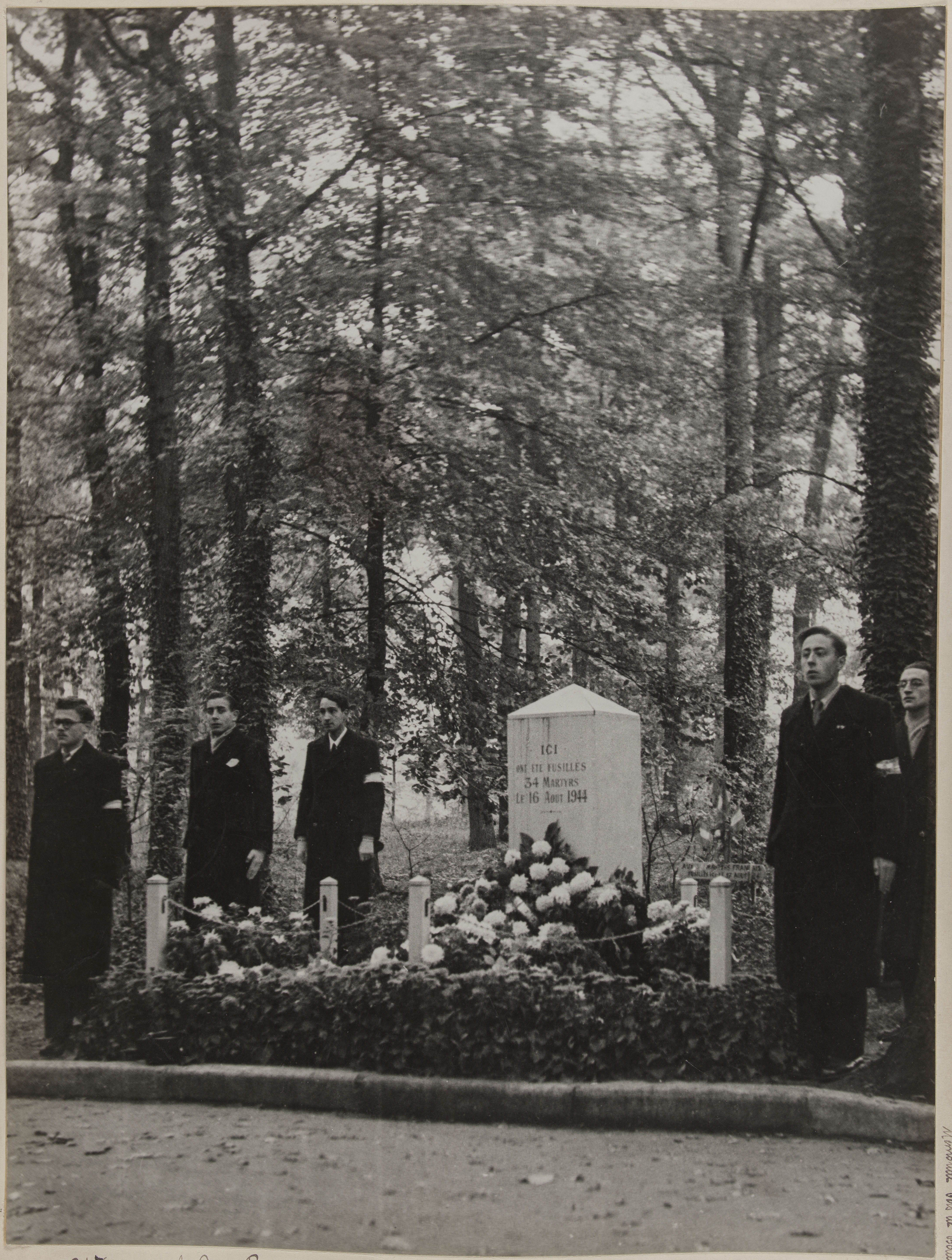
Erster Gedenkstein von 1944–45, ersetzt 1946 durch die aktuelle Tafel

Das am Todesort im Bois de Boulogne errichtete Denkmal wurde durch eine öffentliche Sammlung finanziert. Die Stadtversammlung von Paris (Conseil de Paris) genehmigte Konstruktion und Text am 13. Dezember 1945, am 6. Juli 1946 wurde das Denkmal eingeweiht. Die zylindrische weiße Stele trägt die Namen der Opfer sowie das Lothringer Kreuz. es trat an die Stelle eines ersten, hölzernen Monuments.
Eine nahebei stehende Eiche trägt die Spuren von Geschossen und zeigt den Text „Passants, respectez ce chêne: il porte les traces de balles qui ont tué nos martyrs“.

### Orte der Erinnerung

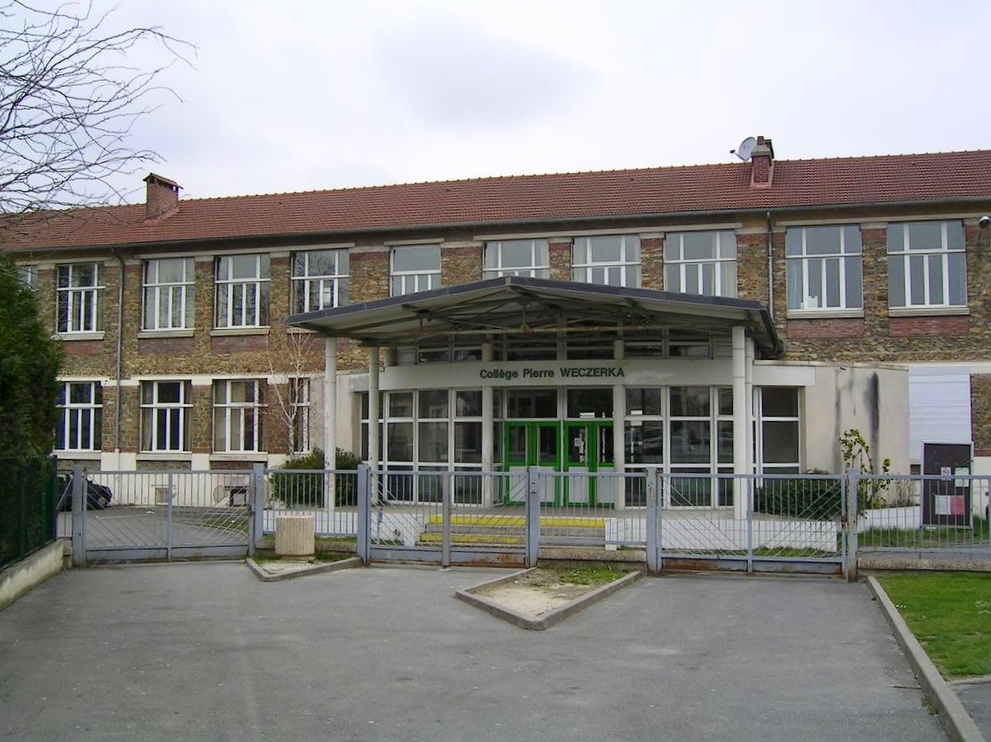
Collège Pierre-Weczerka à Chelles.

- Champs-sur-Marne: Rue Pierre-Weczerka
- Chelles: Avenue du Docteur-Blanchet, Rue Raymond-Counil, Rue Jacques-Delporte, Avenue Arthur-de-Smet, Rue Franck-Hémon, Avenue Robert-Magissue, Rue Jacques-Schlosser, Rue Georges-Trapletti, Rue des Frères-Verdeaux, Rue Jean-Véron.
- Gagny: Avenue René-Faugeras
- Gournay-sur-Marne: Boulevard Maurice-Guilbert, Rue Gabriel-Verdier
- Neuilly-sur-Marne: Rue Louis-Vannini
- 17. Arrondissement: placette Claude-Bouvelle
- Villemomble: Rue Charles-Birette, Rue Marcel-Douret, Rue Bernard-Gante

Straßenschilder
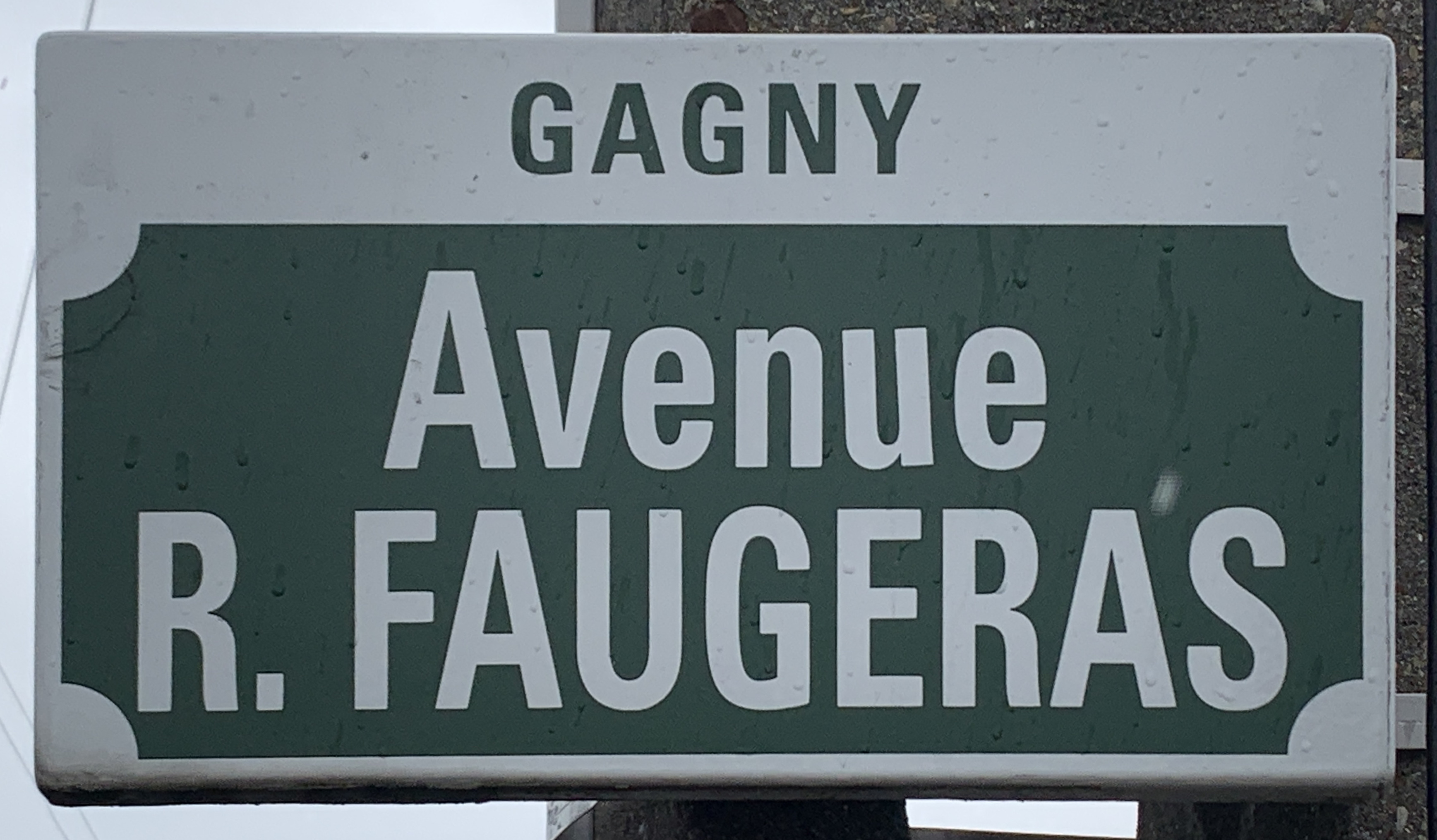
Avenue René-Faugeras in Gagny.
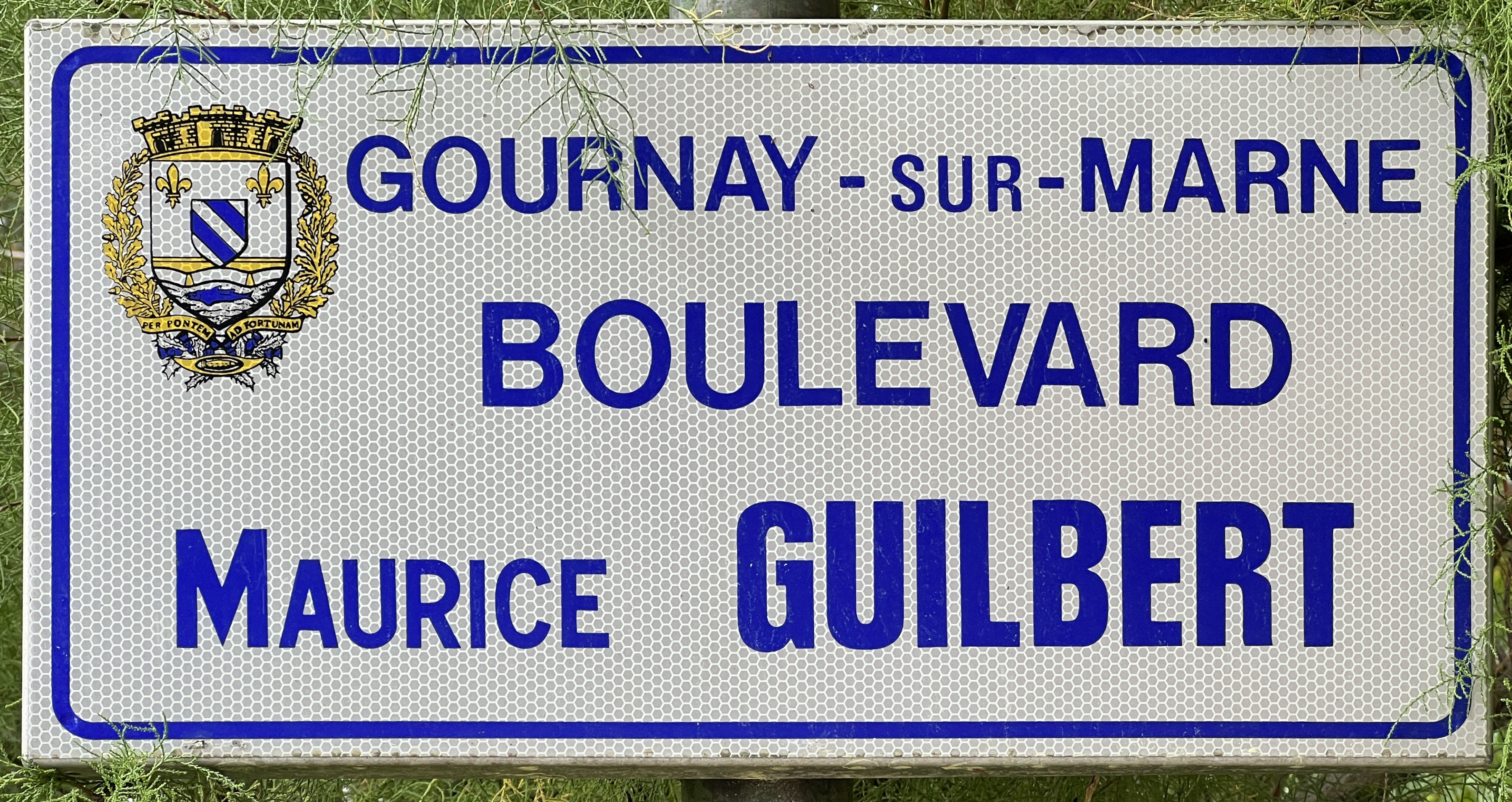
Boulevard Maurice-Guilbert in  Gournay-sur-Marne
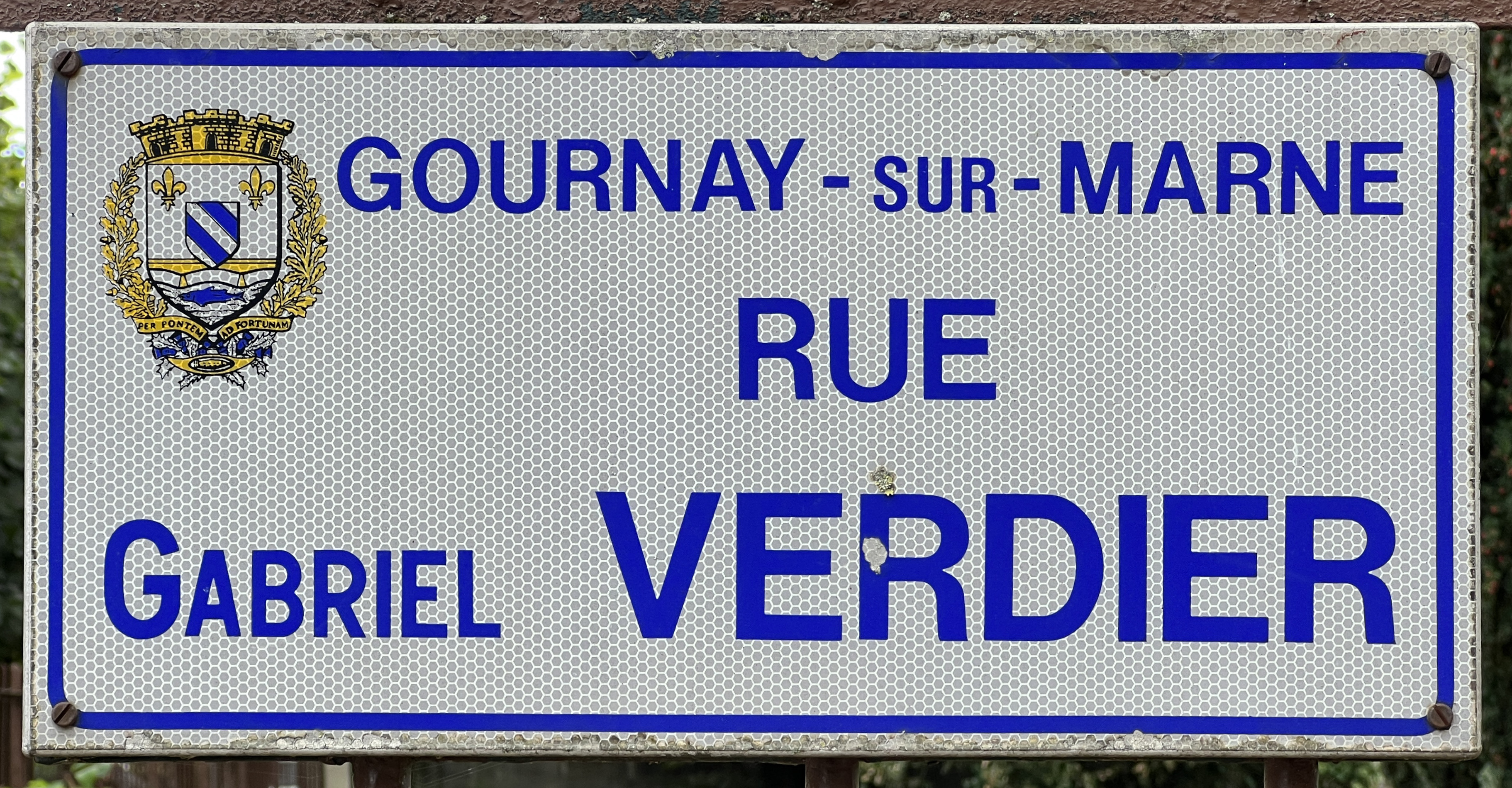
Rue Gabriel-Verdier in Gournay-sur-Marne.
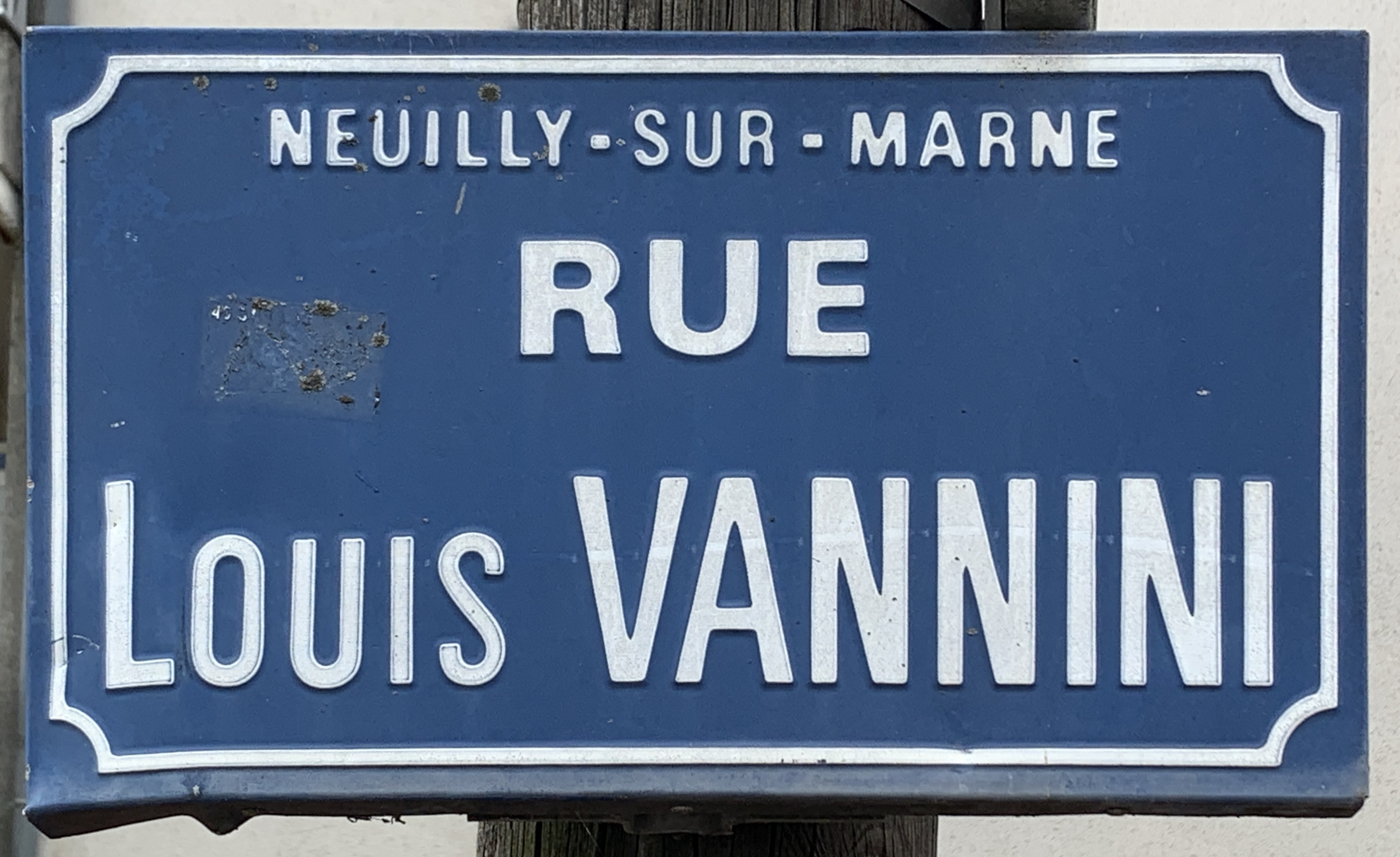
Rue Louis-Vannini in Neuilly-sur-Marne.
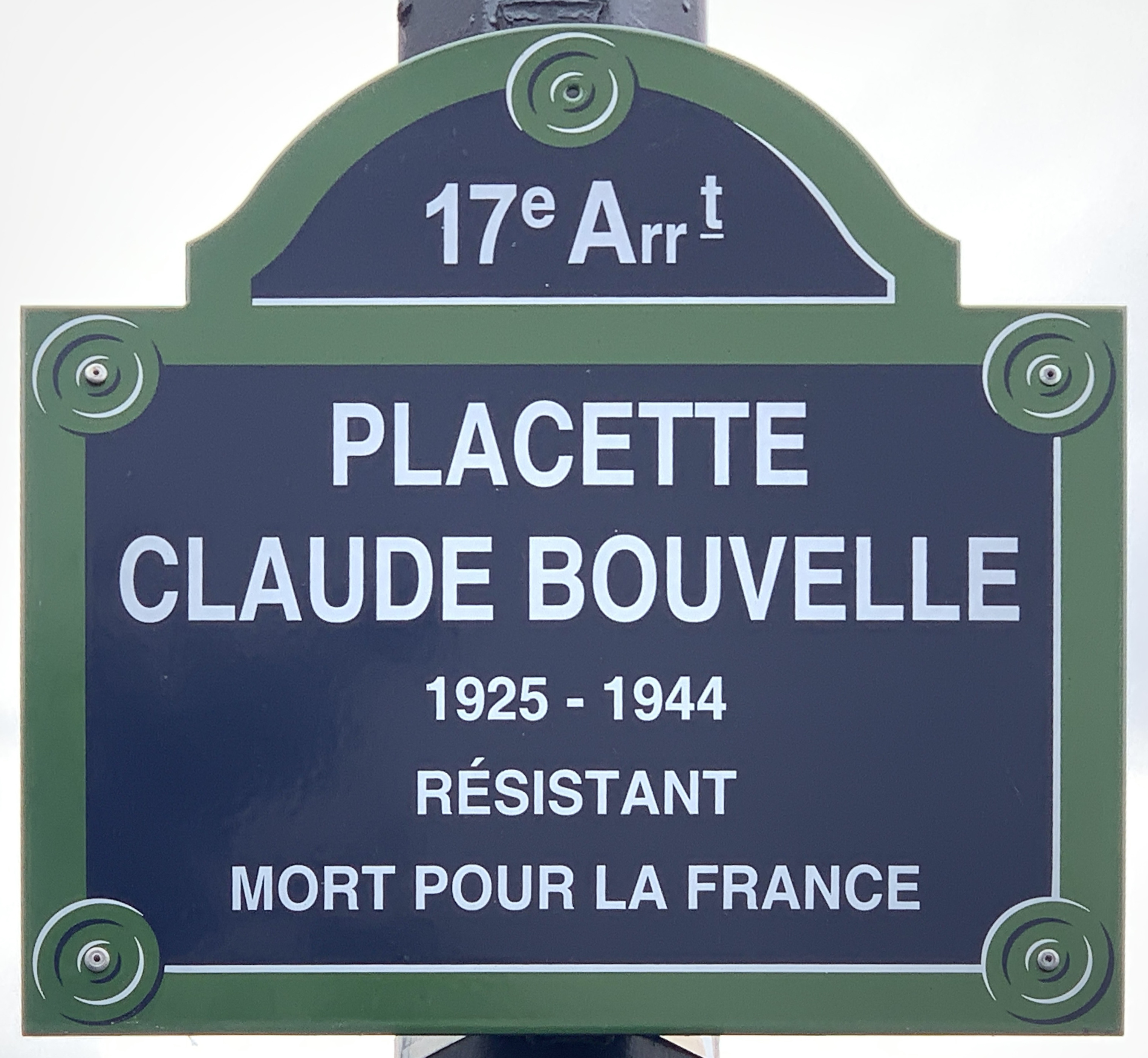
Placette Claude-Bouvelle in Paris.
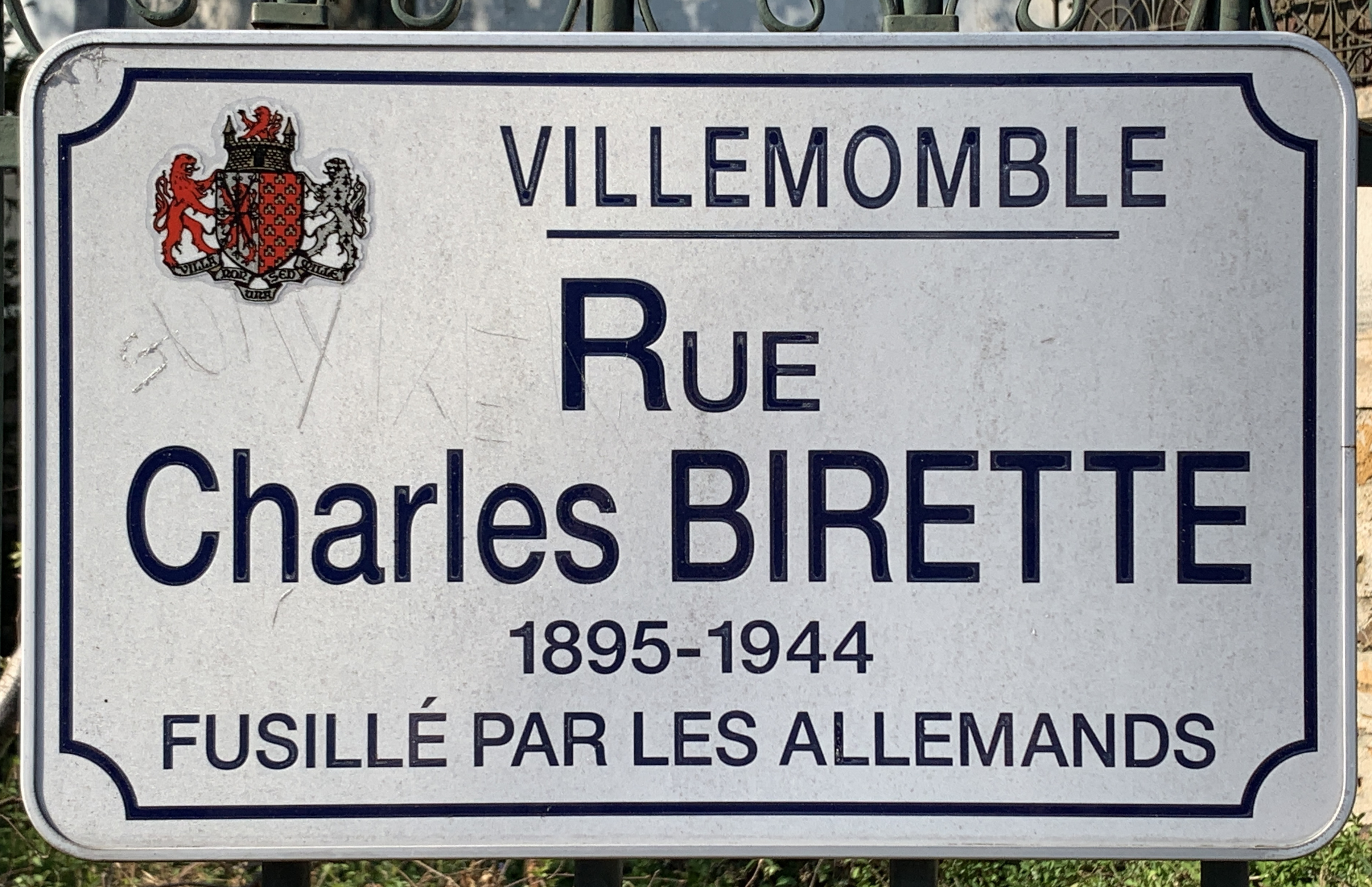
Rue Charles-Birette in Villemomble.
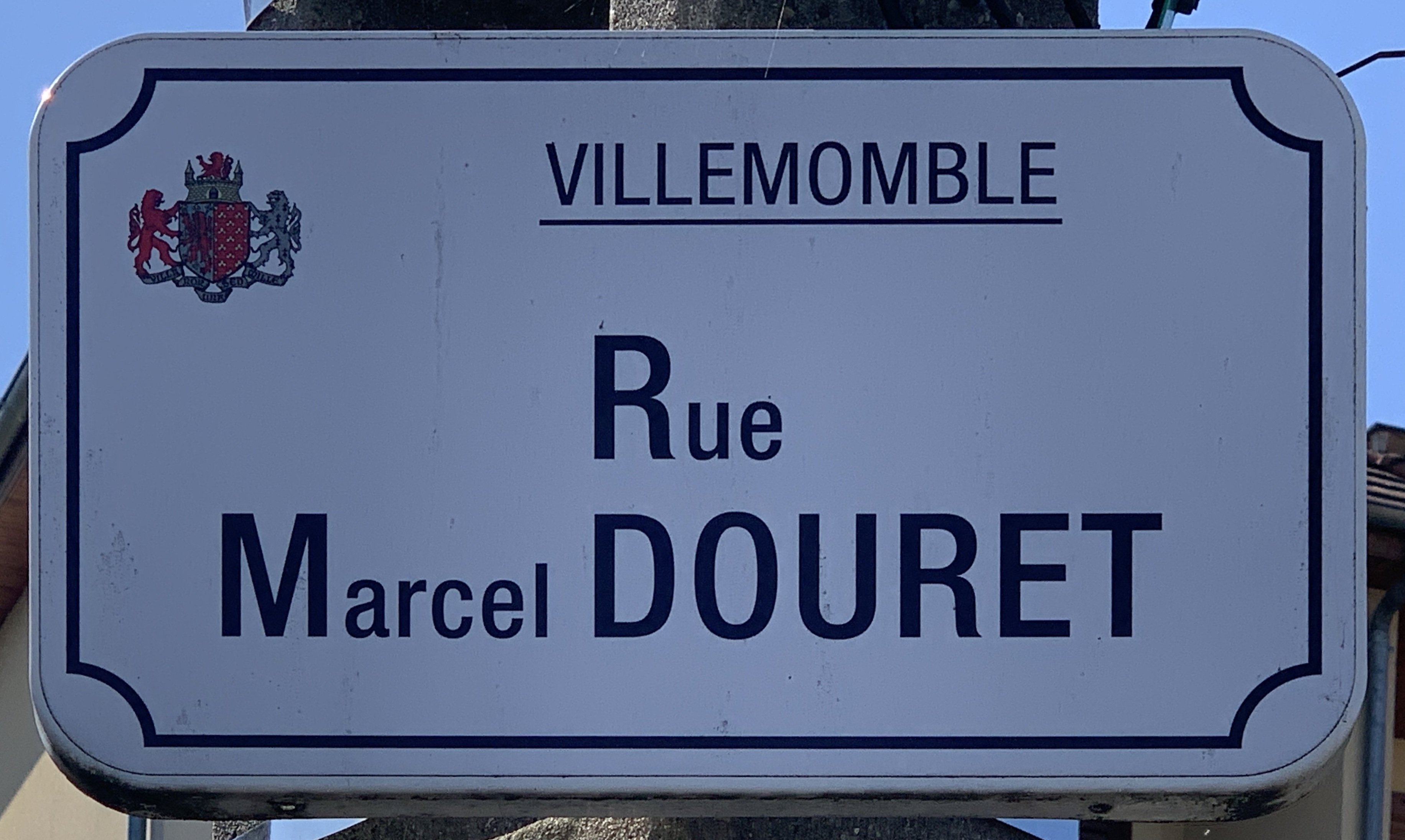
Rue Marcel-Douret in Villemomble.
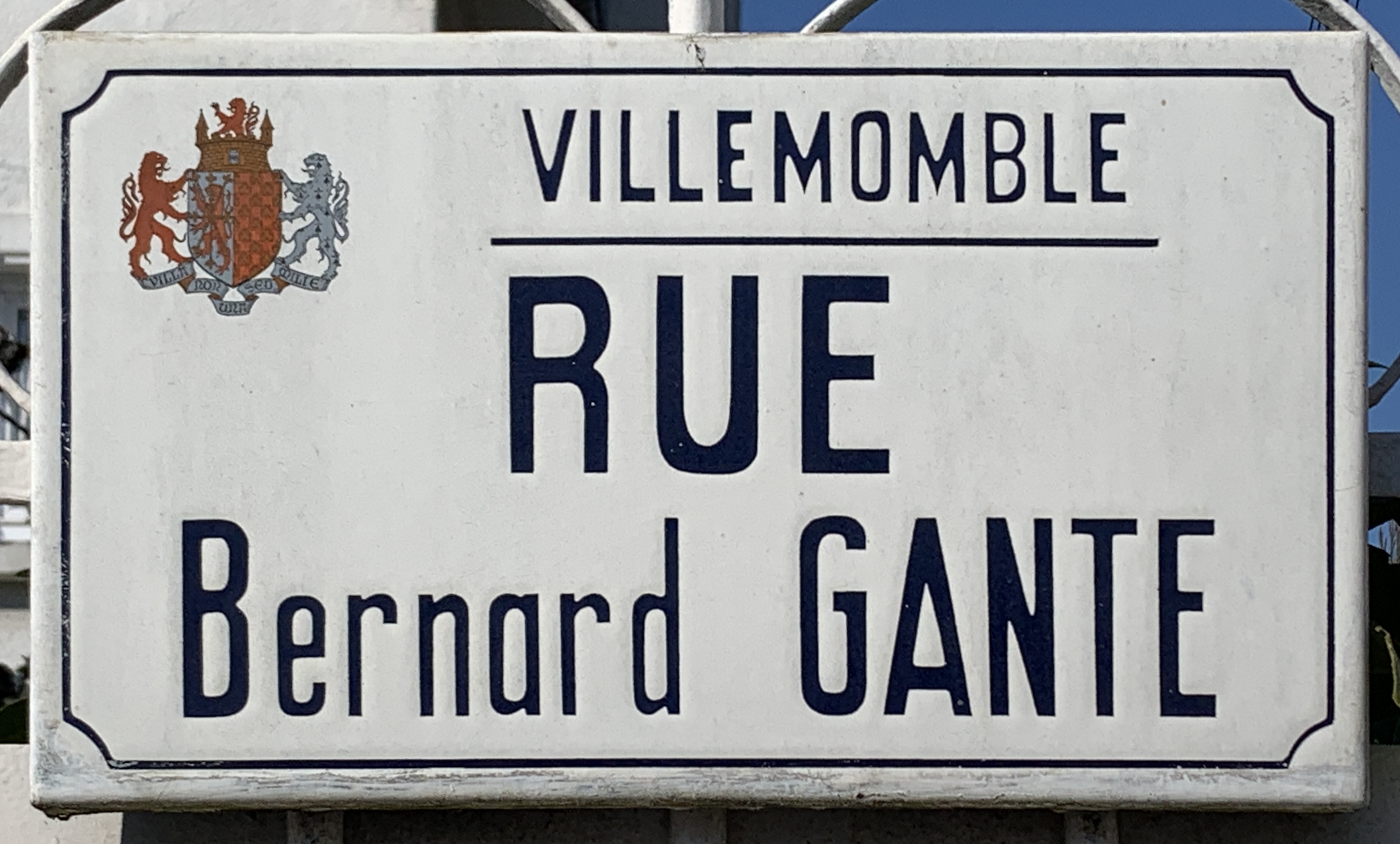
Rue Bernard-Gante in Villemomble.

### Erinnerungstafeln

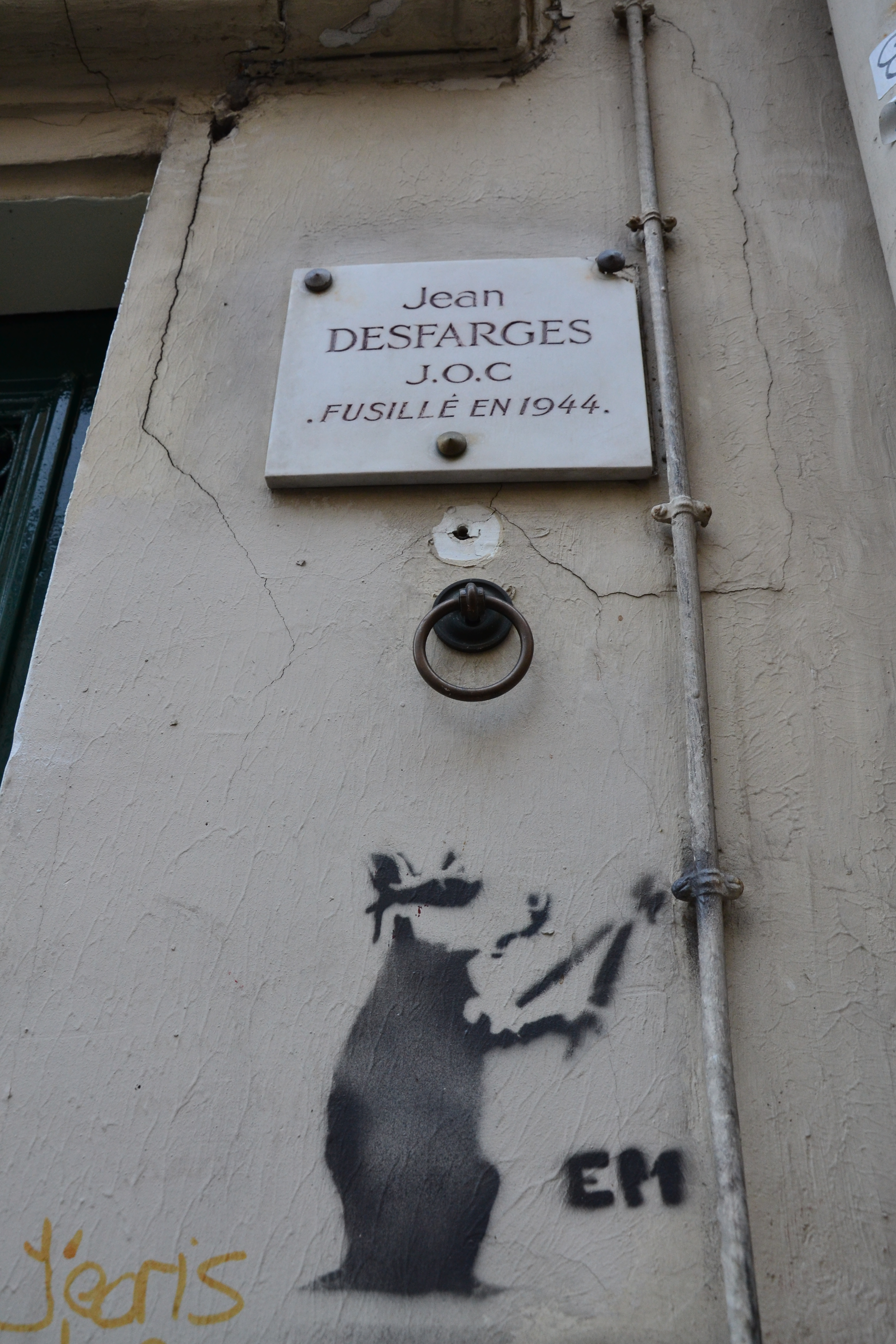
Erinnerungstafel für Jean Desfarges, Paris

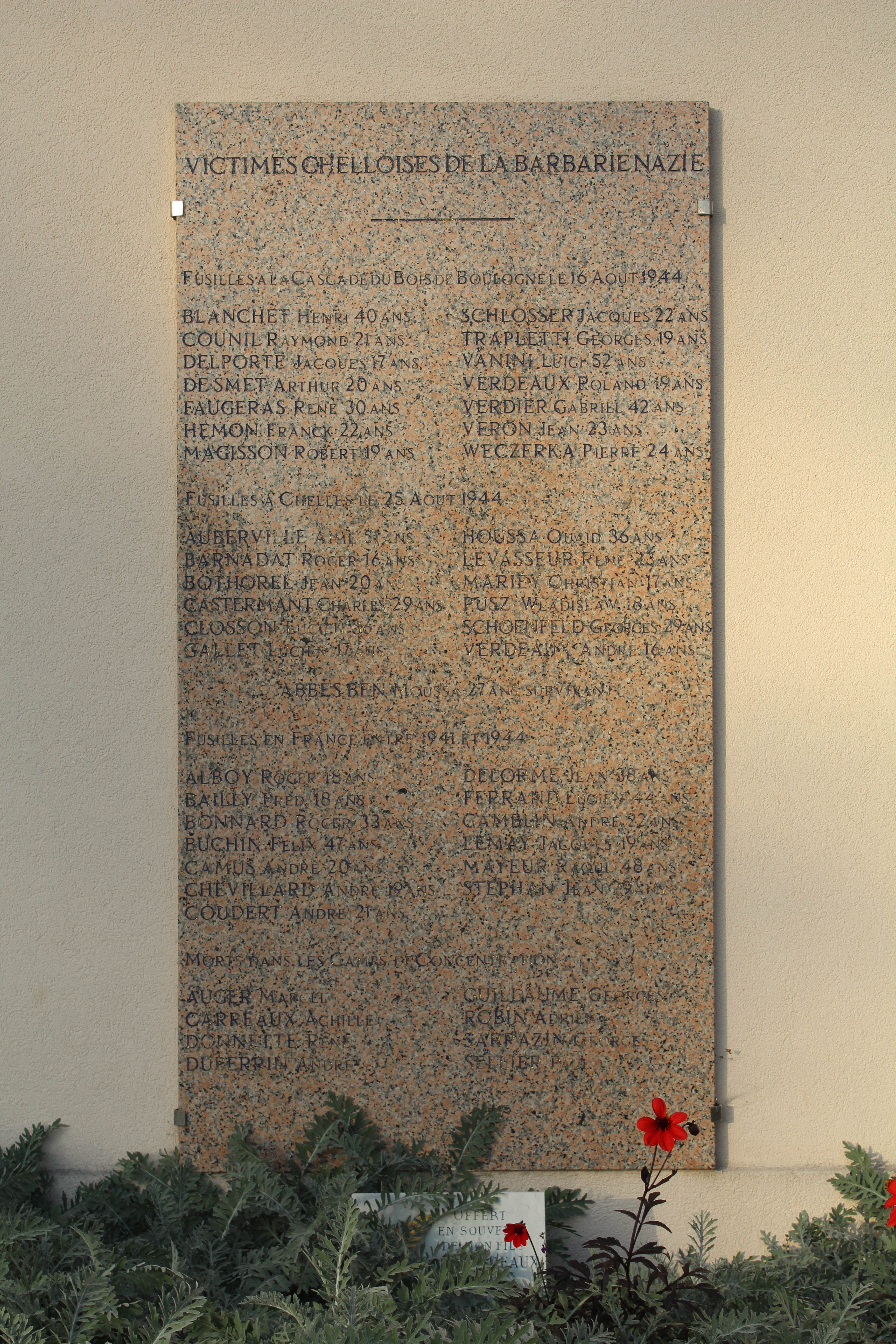
Erinnerungstafel am Hôtel de Ville von Chelles

Weitere Erinnerungstafeln zu Ehren von: 
- Charles Birette an der Gare  du Raincy-Villemomble, zur Erinnerung an die Agenten der Société nationale des chemins de fer français
- Henri Blanchet:
  - am Lycée Carnot im 17. Arr.
  - an der alten Faculté de médecine de Paris, 13-15, Rue de la Bûcherie, 5. Arr.
- Jean Desfarges an 59, Rue des Trois-Frères, 18. Arr.
- Jean-Pierre Dudraisil-Élie an 2, Rue de Capri, 12. Arr.
- 14 Opfer, die meisten aus Chelles, am Hotel de Ville von Chelles

### Kunst/Kultur
Die Szene des Hinterhalts ist im Film Brennt Paris? mit Jean-Louis Trintignant als „Capitaine Serge“ abgebildet.